# Nose Electric Railway
La Nose Electric Railway Co.,Ltd (能勢電鉄株式会社, Nose Dentetsu Kabushiki Gaisha) est une entreprise japonaise de transport ferroviaire de passagers.
Désignée plus souvent sous le nom de Noseden (能勢電), elle exploite un réseau de voies ferrées couvrant la ville de Kawanishi et de ses environs. La société est une filiale de la Hankyu Corporation.

## Histoire
La Noseden a été fondée le 23 mai 1908. La ligne de Kawanishi-Noseguchi à Ichinotorii a ouvert 13 avril 1913. L'extension à Myōkenguchi a été ouverte le 3 novembre 1923.

## Réseau

Réseau de la Noseden

La compagnie exploite deux lignes ferroviaires :
| Ligne        | Nom japonais | Terminus                          | Longueur (km) | Gares |
| ------------ | ------------ | --------------------------------- | ------------- | ----- |
| Ligne Myōken | 妙見線 ()    | Kawanishi-Noseguchi - Myōkenguchi | 12,2          | 14    |
| Ligne Nissei | 日生線 ()    | Yamashita - Nissei-chuo           | 2,6           | 2     |

La compagnie dispose  également d'une ligne funiculaire, le funiculaire de la forêt de Myōken (妙見の森ケーブル) (fermé en 2023), et d'un télésiège, le télésiège de la forêt de Myōken (妙見の森リフト).

## Matériel roulant
La compagnie dispose de 60 voitures provenant de la compagnie Hankyu.

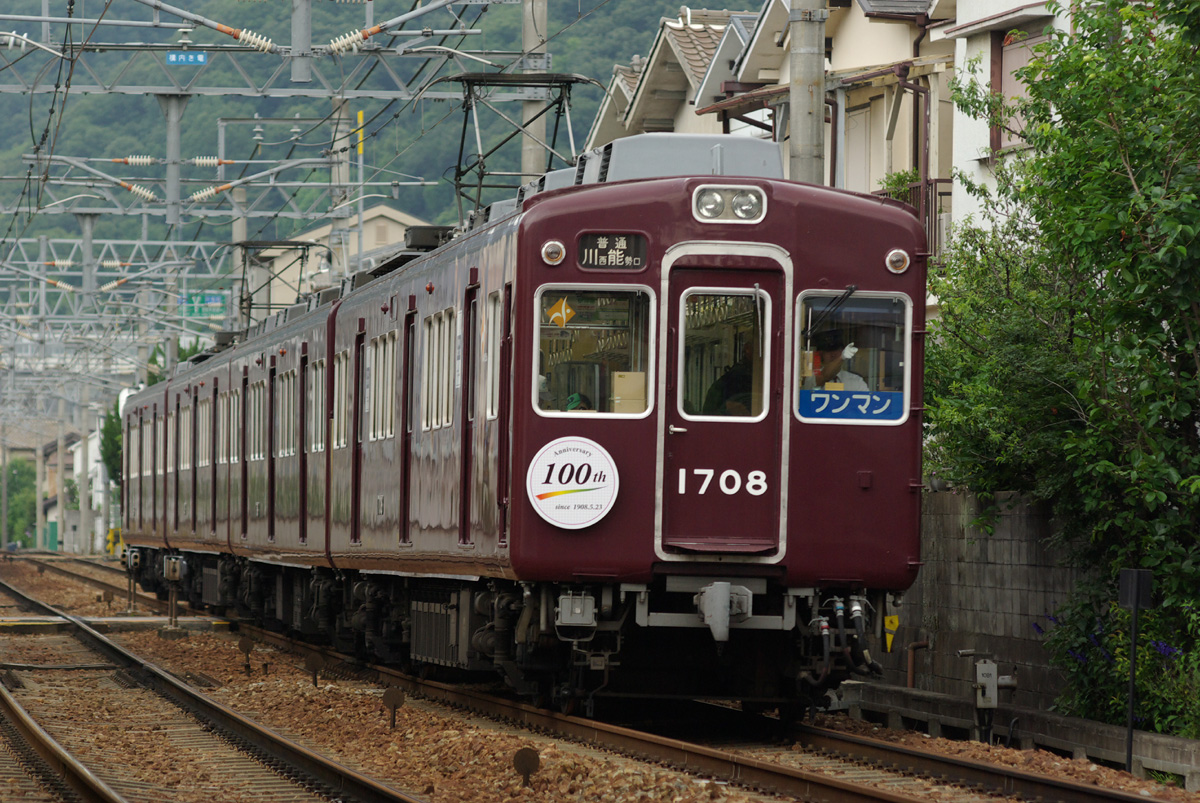
Noseden série 1700
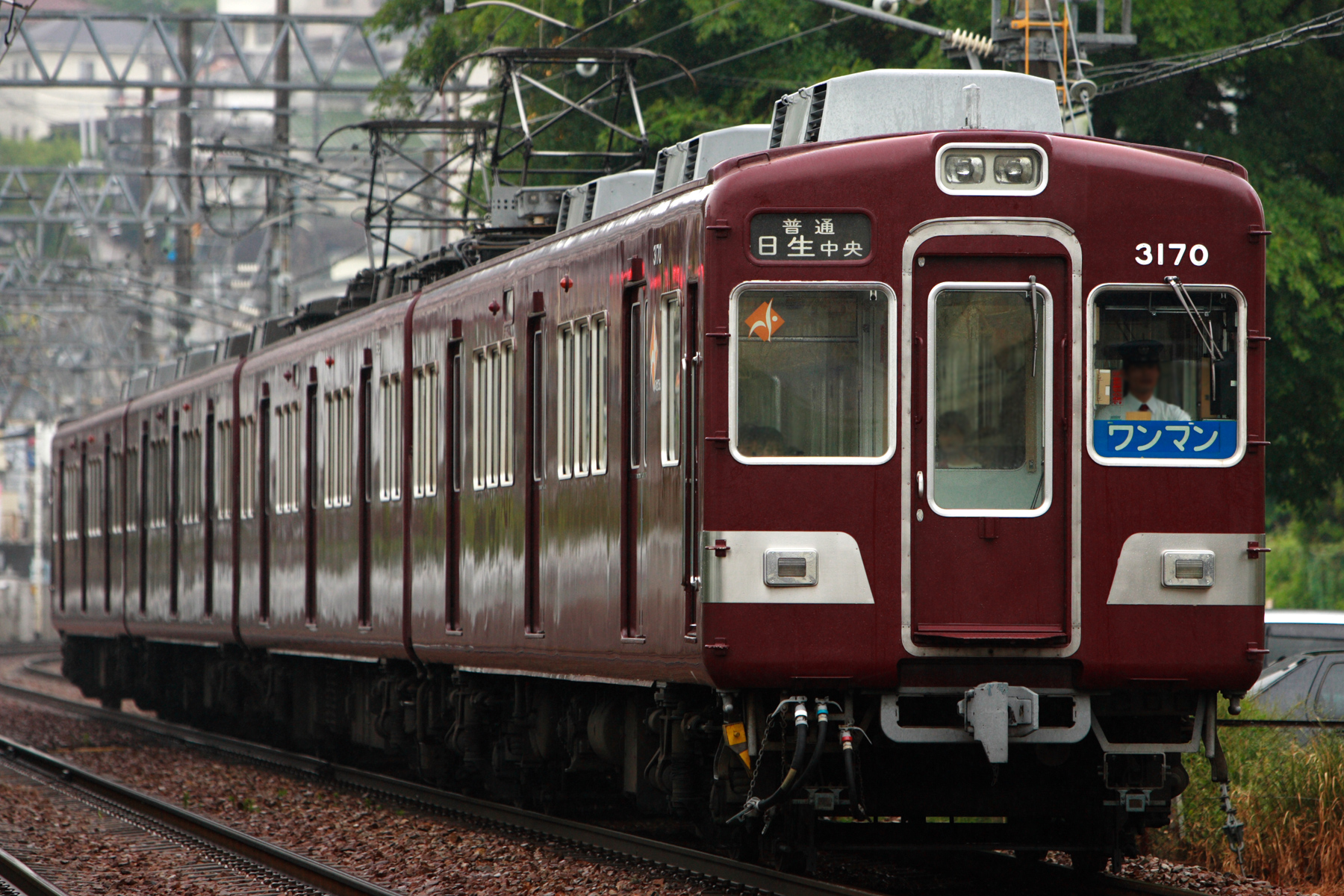
Noseden série 3100
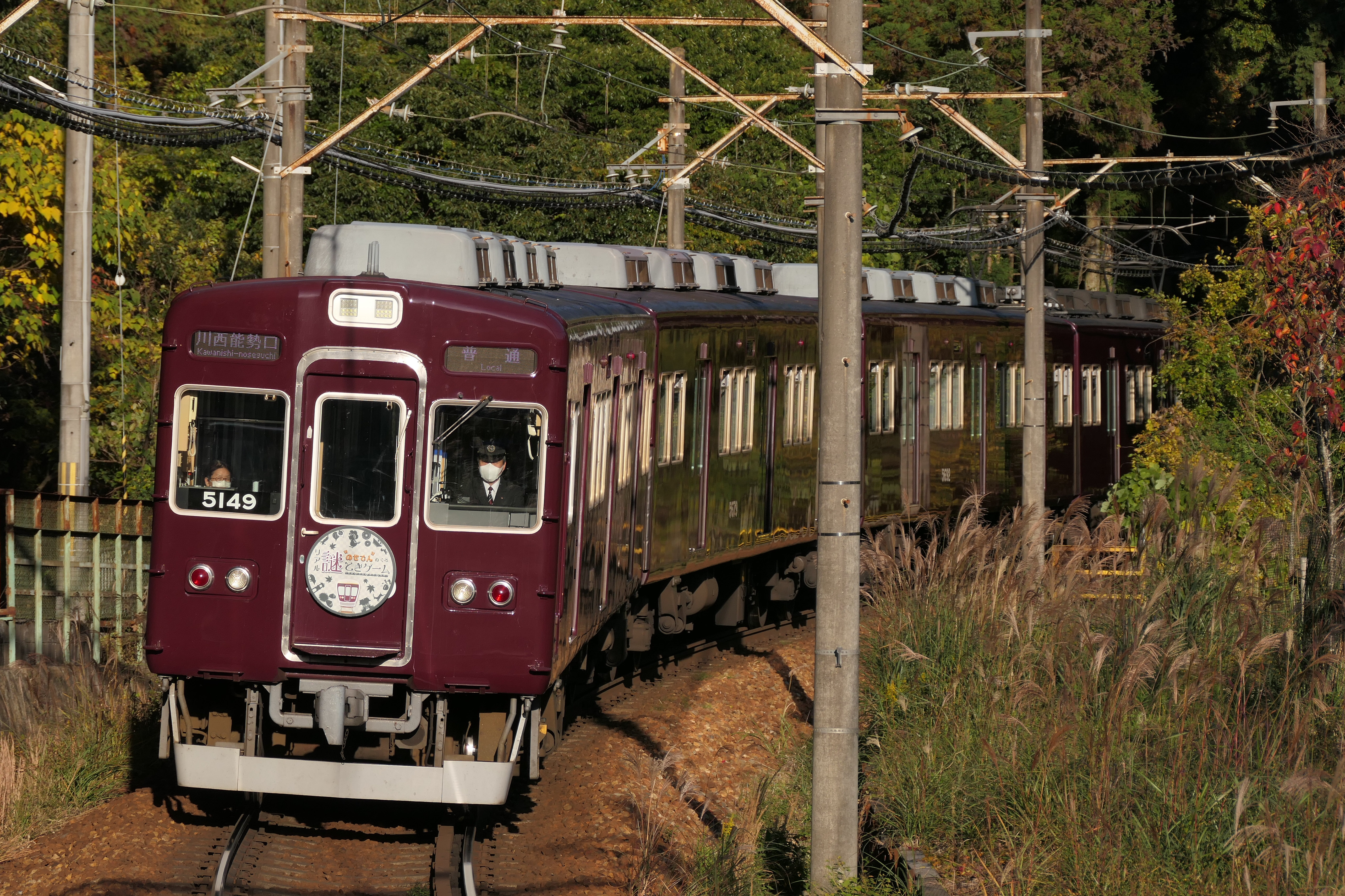
Noseden série 5100
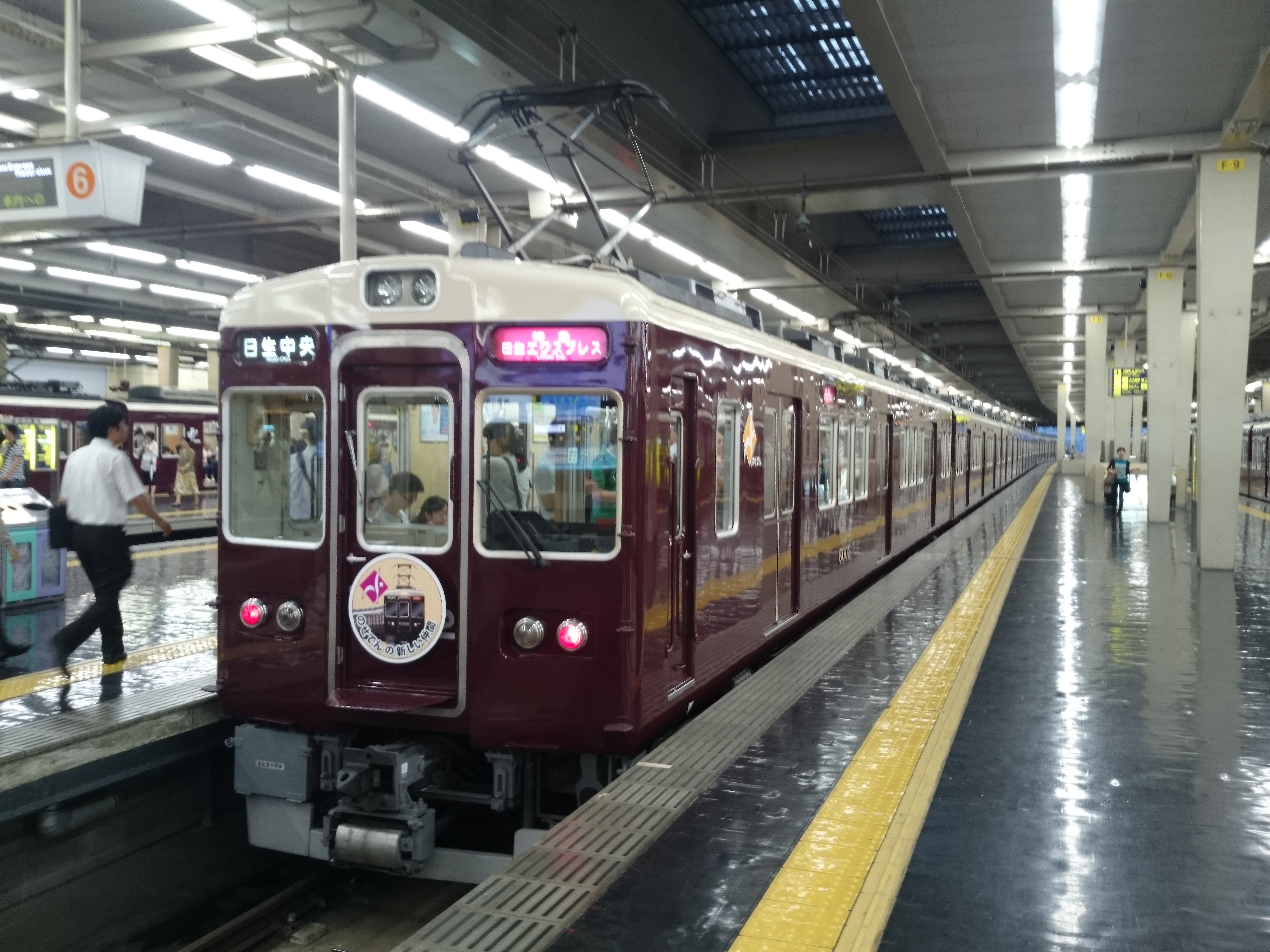
Noseden série 6000
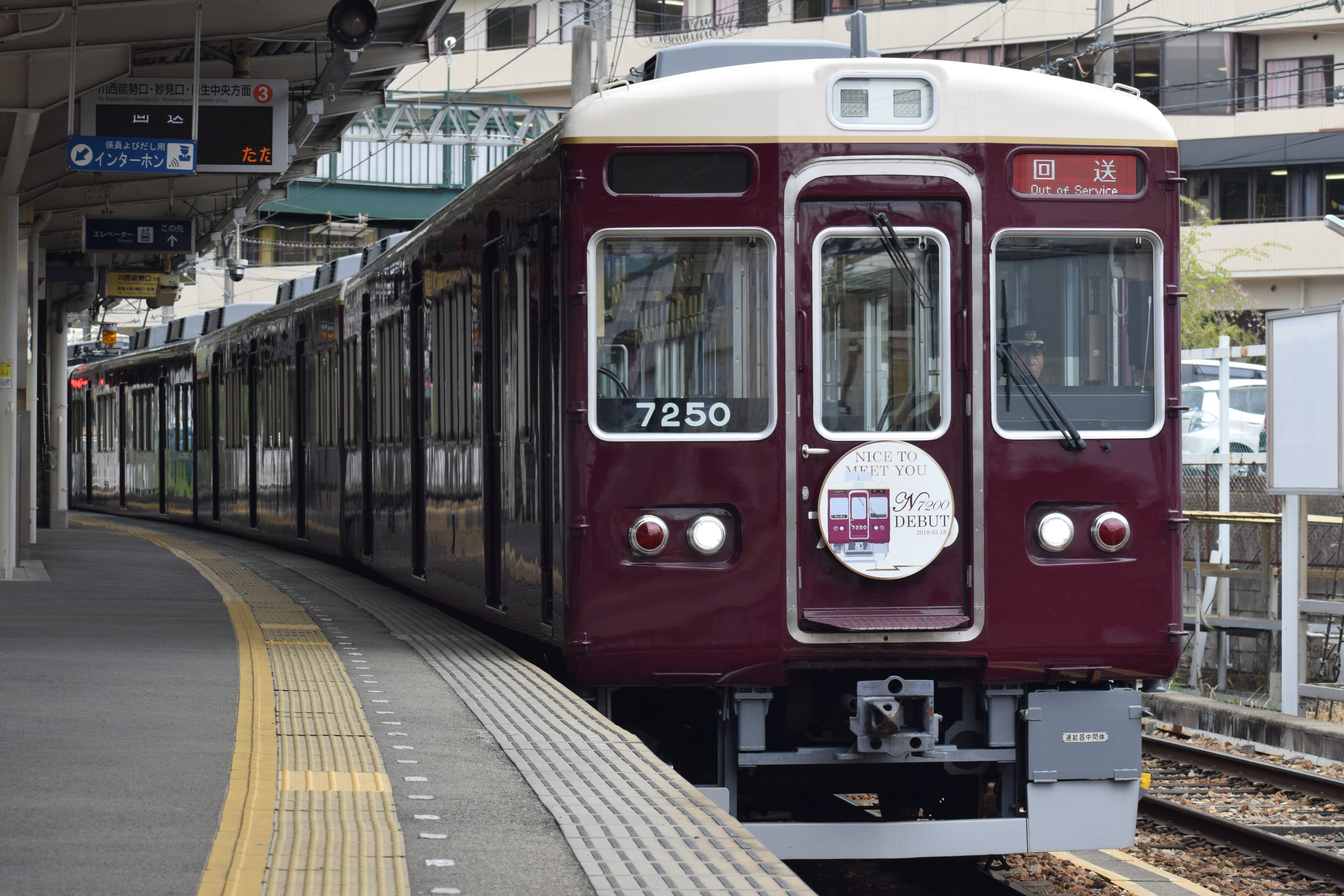
Noseden série 7200